# Ödön Mihalovich
Ödön Péter József Mihalovich, Edmund von Mihalovich (ur. 13 września 1842 w Fericsánci, zm. 22 kwietnia 1929 w Budapeszcie) – węgierski kompozytor.

## Życiorys
Uczył się w Peszcie u Mihálya Mosonyiego oraz w Lipsku u Moritza Hauptmana. W 1865 roku odwiedził Monachium, gdzie poznał Richarda Wagnera i Hansa von Bülowa. Tam też odbył uzupełniające studia w zakresie kompozycji u Petera Corneliusa. W 1870 roku osiadł w Peszcie, gdzie w 1872 roku założył towarzystwo wagnerowskie. Współpracował z Ferencem Lisztem przy organizacji powołanej w 1875 roku Akademii Muzycznej, w latach 1887–1919 pełnił funkcję jej dyrektora. Był aktywnym organizatorem życia muzycznego na Węgrzech, tworzył instytucje kultury narodowej, wspierał młodych twórców takich jak Béla Bartók, Zoltán Kodály i Leó Weiner. Jego twórczość kompozytorska pozostawała pod wpływem szkoły niemieckiej.

## Wybrane kompozycje
(na podstawie materiałów źródłowych)

### Utwory orkiestrowe
- 4 symfonie (I d-moll 1879, II h-moll 1892, III a-moll 1899–1900, IV c-moll 1901–1902)
- poemat symfoniczny A sellő (1874)
- poemat symfoniczny Hero und Leander (1875)
- poemat symfoniczny Gyászhangok  (1876)
- poemat symfoniczny La Ronde du Sabbat (1879)
- poemat symfoniczny Faust-ábránd (1880)
- poemat symfoniczny Pán halála (1898)

### Opery
- Hagbart und Signe (1867–1874, wyst. Drezno 1882)
- Wieland der Schmied (1876–1878)
- König Fjalar (1880–1884, niedokończona)
- Eleane (1885–1887, wyst. Budapeszt 1908)
- Toldi szerelme (1880–1890, wyst. Budapeszt 1893; wersja zrewid. 1893–1894, wyst. Budapeszt 1895)
- A tihanyi visszhang (1903, niedokończona)